# Lorenzo Sundt
Lorenzo (Lars) Sundt (Farsund, 28 de febrero de 1839-1933) fue un destacado geólogo noruego, radicado en Chile, que realizó numerosos e importantes estudios e investigaciones sobre geología y mineralogía del norte de Chile y del Altiplano boliviano.

## Historia
Nació en Farsund, Noruega, el  28 de febrero de 1839. Realizó sus estudios en la Universidad de Cristiania, donde obtuvo el título de Ingeniero de Minas. Luego de titularse, trabajó dos años en las minas de plata de Konsberg. Llegó a Chile, a petición del Cónsul General de Dinamarca en Valparaíso, para que se encargase de administrar sus minas. Administró varias empresas mineras de plata y cobre, tales como "La Fortuna del Mineral Las Ánimas" y "Chañaral".
Bolivia
En 1877, viajó a Corocoro, Bolivia, para asumir como Subgerente de la compañía Corocoro. Luego en 1879, asume la gerencia de Corocoro, en reemplazo de Justiniano Sotomayor, el cual debió volver a Chile por motivo de la Guerra del Pacífico. Durante su estadía en Bolivia, publicó varios artículos científicos y realizó estudios sobre la geografía boliviana. Además de su trabajo investigador, realizó el descubrimiento de un nuevo mineral en Oruro, el cual fue bautizado "sundtita" en su honor. Por su gran cariño a Chile, que él consideraba su segunda patria, envió como regalo al Museo Nacional de Historia Natural de Chile, su impresionante colección de huesos fósiles de mamíferos antediluvianos, encontrados por él mismo en el pueblo de Ulloma, Bolivia. 
En 1883, Bolivia tomó posesión de las minas de la compañía Corocoro y Lorenzo Sundt debió regresar a Chile.
Regreso a Chile
Entre 1883 y 1885, Lorenzo Sundt formó parte como Geólogo de la Comisión Exploradora del Desierto de Atacama, dirigida por Francisco San Román, quien muere sin alcanzar a publicar los estudios realizados por el equipo de investigadores. La Sociedad Nacional de Minería auspicia entonces a Lorenzo Sundt para que finalice las investigaciones y publique los estudios, cuya recopilación de apuntes geológicos y observaciones del señor Sundt en terreno, dieron como resultado dos volúmenes titulados "Estudios Geológicos y Topográficos del Desierto y Puna de Atacama".
De vuelta en Bolivia y último retorno a Chile.
Al terminar la Guerra del Pacífico, Bolivia devolvió las minas de Corocoro y nuevamente Lorenzo Sundt asume como Gerente, desde 1885 hasta 1891.
Ese mismo año, vuelve a Chile en donde permanece hasta sus últimos días.

## Publicaciones y estudios
Lorenzo Sundt publicó varios artículos científicos sobre geología de Bolivia y Chile, tanto en el Boletín de la Sociedad Nacional de Minería, como en el Boletín de la Sociedad Geográfica de La Paz. Entre sus publicaciones más destacadas se encuentra su obra Estudios Geológicos y Topográficos del Desierto y Puna de Atacama, Vol. 1 (1909) y Vol. 2 (1911). 
Su publicación en la Revista Chilena de Historia y Geografía denominada «La historia de los Grandes Lagos del Altiplano Boliviano y la relación que pueden tener con la fundación y destrucción del primer Tiahuanaco y con la existencia de los grandes mamíferos», entre otros numerosos estudios, le valieron la distinción como Miembro Honorario de la Sociedad Geográfica de La Paz. 
Además realizó estudios profundos sobre el origen del salitre. 
En 1877, se publicó en “Anales” de la Universidad de Chile, Memorias científicas y literarias, una memoria denominada «JEOLOJIA DE CHILE – Estracto de las cartas escritas por don Lorenzo Sundt, Injeniero de Minas, a don Ignacio Domeyko». En estas cartas, Lorenzo Sundt comparte con Domeyko los resultados de algunas de sus investigaciones en Chañaral y Atacama. Ignacio Domeyko se refiere a Lorenzo Sundt con las siguientes palabras (escrito textual en español antiguo utilizado a fines del siglo XIX en Chile):

El Injeniero don Lorenzo Sundt, de la Universidad de Cristiania, vino de su patria Noruega a Chile,  con el objeto de hacer un estudio especial del reino mineral de las cordilleras chilenas. A su llegada a Santiago me obsequió una valiosa colección de los minerales más raros de Suecia i Noruega, minerales desconocidos en nuestro hemisferio, de cerio, lantano, itrio, colombio, etc.

 Toda esta colección he colocado en su nombre en el gabinete mineralójico de la Sección Universitaria. Después de haber visitado algunas serranías del sur, ha viajado por la provincia de Atacama i recorrió gran parte del Desierto de Atacama hasta las altas cordilleras de Juncal, Osandón e Inés. De allí recojió i me mandó una colección mui interesante de fósiles que actualmente forman parte de la colección paleontolójica de la Universidad (de Chile) i añadió unas muestras de grandes cristales de cloro fosfato de cal que descubrió en las serranías de Copiapó. Ocupado ahora en la dirección de los trabajos mineros de una de las minas de cobre más importantes de Chañaral, continúa haciendo estudio profundo de la formación de los depósitos metalíferos y de la naturaleza de los terrenos de aquella rejión poco conocida de Chile i hace excursiones, en cuanto sus ocupaciones le permiten, a diversas partes del desierto, movido principalmente por el amor a la ciencia i el deseo de ser útil al país. Debo a la amistad del señor Sundt las observaciones que en una serie de cartas me ha comunicado, como resultados de sus investigaciones, i que me tomo la libertad de publicar como mui interesantes i útiles para las personas ocupadas en el estudio de la jeología en Chile.

Ignacio Domeyko, 1877.

Por motivo de su fallecimiento, la Sociedad Nacional de Minería, en la cual se desempeñó como Director, publicó un artículo de reconocimiento a su vasta trayectoria y aporte a la minería y geología tanto de Chile como de Bolivia.